# Marco Brasil
Marco Aurélio Ribeiro, mais conhecido como Marco Brasil (Dracena, 28 de janeiro de 1966) é um renomado locutor de rodeios, político e apresentador de televisão brasileiro filiado ao Progressistas (PP).
Ganhou cinco vezes o prêmio de melhor locutor do país, nos anos de 2004, 2005, 2008, 2009 e 2010. Também apresentou programas de música sertaneja na Rede CNT, Rede Massa e RIC TV.
Nos anos 80, foi goleiro do Noroeste de Bauru, do Naviraí, e de vários times paraguaios. Na época, era conhecido como Marco Aurélio.

## Discografia
- 1998 - Festa de rodeio - vols. 1 e 2
- 2001 - 5 anos de emoção no rodeio
- 2002 - A emoção continua
- 2002 - A emoção do rodeio: Ao Vivo
- 2002 - Bailão do Marco Brasil
- 2003 - Voz, emoção, viola e violão
- 2005 - Marco Brasil e Convidados: 10 anos
- 2006 - Warner 30 anos: Marco Brasil